# Reloj de estación suizo
El reloj de estación suizo fue diseñado en 1944 por Hans Hilfiker, un ingeniero suizo y empleado de los Ferrocarriles Federales Suizos (SBB CFF FFS), junto con Moser-Baer, un fabricante de relojes, para su uso como reloj de estación. En 1953, Hilfiker añadió un segundero rojo con la forma del bastón utilizado por el personal de despacho de trenes, lo que le dio al reloj su apariencia actual.

## Tecnología
El reloj debe su tecnología a los requisitos particulares de operar un ferrocarril. Primero, los horarios de los trenes no incluyen segundos; los trenes en Suiza siempre salen de la estación en el minuto completo. En segundo lugar, todos los relojes de una estación de tren tienen que funcionar sincrónicamente para mostrar una hora fiable tanto para los pasajeros como para el personal del ferrocarril en cualquier lugar de la estación o sus alrededores.
Los relojes de las estaciones en Suiza se sincronizan al recibir un impulso eléctrico de un reloj maestro central en cada minuto completo, avanzando el minutero en un minuto. El segundero es accionado por un motor eléctrico independiente del reloj maestro. Solo se necesitan unos 58,5 segundos para rodear la cara; luego, la manecilla se detiene brevemente en la parte superior del reloj. Inicia una nueva rotación tan pronto como recibe el impulso de minuto siguiente del reloj maestro. Este movimiento es imitado en algunos de los relojes autorizados fabricados por Mondaine.

## Impacto cultural

Un reloj monumental en la estación de Aarau.

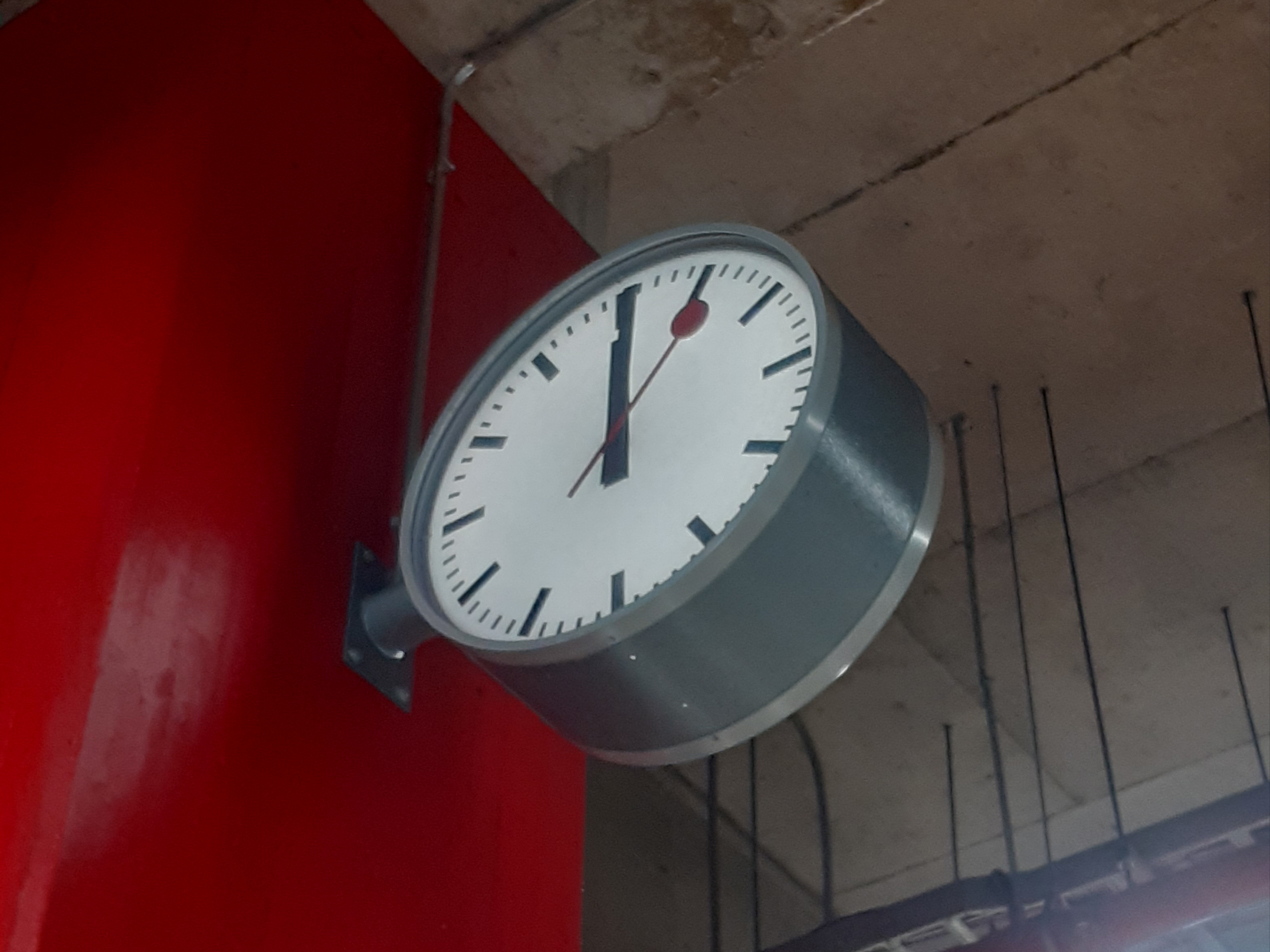
Reloj en la estación Ñuñoa del Metro de Santiago.

Desde la introducción del distintivo segundero rojo en 1953, el reloj se ha convertido en un icono nacional suizo. Se incluye entre los ejemplos de diseño sobresaliente del siglo XX tanto del Design Museum de Londres como del Museo de Arte Moderno de Nueva York.
El diseño de la esfera del reloj se utiliza notablemente en una línea de relojes Mondaine desde 1986. Dicho diseño también tiene licencia para su uso en ciertos dispositivos Apple, como iPads y iPhones. Apple utilizó inicialmente el diseño del reloj sin permiso en iOS 6. Aunque los detalles exactos del acuerdo de licencia son confidenciales, se informó que Apple finalmente pagó al operador ferroviario nacional suizo SBB CFF FFS unos 20 millones de francos suizos (unos 22,4 millones de dólares estadounidenses en enero de 2014) para obtener la licencia para utilizar el diseño del reloj. Apple posteriormente eliminó el diseño de su sistema operativo con iOS 7.
En agosto de 2020 fue inaugurado en la estación Ñuñoa del Metro de Santiago un auténtico reloj suizo en el nivel de combinación de la estación; la instalación recibió el apoyo de la empresa suiza Lombardi y la embajada de dicho país en Chile.